# Parafia św. Klemensa i św. Małgorzaty w Klementowicach
Parafia św. Klemensa i św. Małgorzaty w Klementowicach – parafia rzymskokatolicka, znajdująca się w archidiecezji lubelskiej, w dekanacie Kazimierz Dolny.

## Zasięg parafii
Do parafii należą wierni z następujących miejscowości: Buchałowice, Celejów, Karmanowice, Klementowice, Las Stocki, Stok, Zakierzki (Stok), Zażuk (Stok).